# Rob Boyd
Pour les articles homonymes, voir Boyd.
Rob Boyd, né le 15 février 1966 à Vernon, est un ancien skieur alpin canadien, originaire de Whistler.

## Palmarès

### Championnats du monde
| Épreuve / Édition | Crans Montana 1987 | Vail 1989 | Saalbach 1991 | Morioka 1993 | Sierra Nevada 1996 |
| Descente          | 5e                 | 11e       | 14e           | 25e          | 28e                |

## Coupe du monde
- Meilleur résultat au classement général : 11e en 1988
  - 3 victoires : 3 descentes

### Différents classements en coupe du monde
| Saison / Épreuve | Saison / Épreuve | Général | Général | Descente | Descente | Combiné | Combiné |
| ---------------- | ---------------- | ------- | ------- | -------- | -------- | ------- | ------- |
| Saison / Épreuve | Saison / Épreuve | Class.  | Points  | Class.   | Points   | Class.  | Points  |
| 1986             | 1986             | 71e     | 16      | 29e      | 16       | -       | -       |
| 1987             | 1987             | 21e     | 57      | 8e       | 62       | -       | -       |
| 1988             | 1988             | 11e     | 100     | 3e       | 94       | 16e     | 6       |
| 1989             | 1989             | 21e     | 71      | 8e       | 68       | 23e     | 3       |
| 1990             | 1990             | 48e     | 24      | 14e      | 24       | -       | -       |
| 1991             | 1991             | 20e     | 64      | 5e       | 62       | 14e     | 2       |
| 1993             | 1993             | 83e     | 64      | 34e      | 64       | -       | -       |
| 1994             | 1994             | 45e     | 170     | 18e      | 170      | -       | -       |
| 1996             | 1996             | 66e     | 87      | 24e      | 87       | -       | -       |
| 1997             | 1997             | 92e     | 34      | 37e      | 34       | -       | -       |

### Détail des victoires
| Saison / Épreuve | Descente    | Total |
| 1987             | Val Gardena | 1     |
| 1988             | Val Gardena | 1     |
| 1989             | Whistler    | 1     |
| Total            | 3           | 3     |